# Ponin
Ponin ((pol. hist. „Punino”) – wieś w Polsce położona w województwie wielkopolskim, w powiecie kościańskim, w gminie Kościan.

## Historia
Miejscowość pierwotnie związana była z Wielkopolską. Ma metrykę średniowieczną i istnieje co najmniej od drugiej połowy XIV wieku. W dokumencie z 1387 odnotowano odmiejscowe nazwisko „Punynski”. W 1426 miejscowość wymieniono jako „Punyno”, w 1427 „Punino”, a w 1450 „Ponino”.
Miejscowość była początkowo wsią szlachecką należącą do rodu Punińskich herbu Ćwiek (od 1517 herbu Łodzia), którzy od nazwy wsi przyjęli odmiejscowe nazwisko. W 1450 wieku leżała w powiecie kościańskim Korony Królestwa Polskiego. W 1563 należała do parafii Kościan.
Pierwszy zachowany zapis historyczny o wsi pochodzi z 1387 kiedy w dokumencie odnotowano świadków: Jana Punińskiego oraz wójta kościańskiego Zygfryda. W 1418 odnotowano transakcję nabycia sołectwa ponińskiego. Piecz oraz Stefan z Ponina sprzedali je za 3 grzywny Andrkowi kmieciowi z Czacza. Sołectwo obejmowało 2 łany, a nabywca miał prawo trzymać 200 owiec oraz otrzymywać 1/3 opłat sądowych. Jeden łan sołectwa był wolny od opłat, a z drugiego miał płacić jedną kopę groszy oraz dawać jednego cielaka na Wielkanoc oraz jednego zająca na Boże Narodzenie. Innym kmieciom nie wolno było prowadzić drogi przez jego role.
W 1450 Zewrzyd II Poniński zapisał żonie Małgorzacie po 100 grzywien posagu oraz wiana na Poninie. W 1499 Jan Poniński na przypadającej mu w dziale z bratem Marcinem części wsi Ponino zapisał po 130 złotych węgierskich posagu oraz wiana swojej żonie Annie córce Wojciecha Dobczyńskiego. W 1487 Helena Białojezierska wdowa po Pawle Jarosławskim z Białego Jeziora została w wiązana w posiadłości ponińskie. W 1505 Anna Punińska wdowa po Janie Punińskim dała swemu drugiemu mężowi Janowi Wargowskiemu połowę swojej oprawy zapisanej na Poninie przez swojego byłego męża. W 1516 Katarzyna Punińska, córka Piotra III Zewrzyda Ponińskiego, sprzedała z zastrzeżeniem prawa odkupu swojej bratanicy Zofii swoje części w Poninie oraz w Jeligowie, a także połowę sołectwa tamże, które zostały jej wydzielone jako posag w wysokości 100 złotych węgierskich. W 1553 odnotowani zostali różni przedstawiciele rodziny Punińskich herbu Ćwiek, którzy już nic nie posiadali w Poninie.
W 1517 Ponino oraz Jeligowo nabył Wojciech Brodzki herbu Leszczyc, który zapisał swojej żonie Annie córce Jana Tłockiego po 100 grzywien posagu oraz wiana na połowie Ponina i Jeligowa. W 1520 odziedziczyła ona cześć majątku po śmierci męża. W 1525 syn Wojciecha Brodzkiego Maciej Poniński dał swoje części Ponina i Jeligowa matce Annie przez co stała się właścicielką całości dóbr. W 1527 Maciej zawarł ugodę z matką Anną, że będzie po niej dziedziczył części w Ponienie i Jeligowie, nabyte przez nią za 2000 złotych, jeżeli jednak umrze bezpotomnie, dobra te przejdą na rzecz spadkobierców Anny.
W 1585 synowie Macieja: Maciej, Wojciech i Aleksander Punińscy dokonali podziału majątku po rodzicach. Przy okazji została opisana wieś Ponin oraz okoliczne tereny. Wojciech otrzymał części we wsiach Wróblewo, Pożarowo i Kłodzisko, a Maciej i Aleksander podzielili się majętnościami w Poninie i w Jeligowie: Aleksander otrzymał dwór i gumna w Poninie, a Maciej miał sobie wybudować nowy dwór w Jeligowie. Maciej otrzymał staw o nazwie „Kobeła Groba” w Poninie, a Aleksander stawek za dworem we wsi oraz stawek o nazwie „Błotko”. Wspólnie mieli łowić ryby na błocie położonym ku Widziszewu. Podziałowi temu towarzyszyła częściowa przeprowadzka poddanych w obu wsiach, a także wymierzenie na nowo ról kmieciowi Jakubowi oraz zagrodnikom Lobotkom. Odnotowano wówczas imiennie mieszkańców obu wsi. Wymieniono kmieci: włodarza Bartka, Piotra, Macieja Weczela, Grzegorza oraz Jakuba, któremu bracia mieli wymierzyć jeden ślad roli. Odnotowano także zagrodników: Fiduła, Lorka, Frunczka, Sobieraja i Ossmana, a także „ludzi luźnych” nazwanych „rodzice i rodziczki”. Byli to dwaj Lobotkowie, którzy mieli otrzymać zagrodę w Jeligowie, Szymon z synem, dzieci Olbrychta, dzieci zmarłego Marcina z matką, synowie Kościaja oraz Gregier.
Miejscowość odnotowały także historyczne rejestry podatkowe. W 1530 miał miejsce pobór podatków od 3 łanów. W 1563 pobór odbył się od 7,5 łana, karczmy dorocznej, 3 komorników oraz rzemieślnika. W 1581 pobrano podatki od 7,5 łana, 4 zagrodników, 2 komorników oraz od jednego pługa oraz roli uprawianej przez 3 najemnych robotników zwanych ratajami, a także od owczarza posiadającego 27 owiec.
W wyniku II rozbioru Rzeczypospolitej w 1793, miejscowość przeszła w posiadanie Prus i jak cała Wielkopolska znalazła się w zaborze pruskim. W okresie Wielkiego Księstwa Poznańskiego (1815-1848) miejscowość wzmiankowana jako Ponin należała do wsi większych w ówczesnym powiecie Kosten rejencji poznańskiej. Ponin należał do okręgu kościańskiego tego powiatu i stanowił część majątku Kobelniki, który należał wówczas do Władysława Kwileckiego. Według spisu urzędowego z 1837 roku Ponin liczył 156 mieszkańców, którzy zamieszkiwali 16 dymów (domostw).
W latach 1975–1998 miejscowość administracyjnie należała do województwa leszczyńskiego.